# Wiñay Wayna
Wiñay Wayna (termine quechua che significa "sempre giovane", scritto anche Huynay Huayna) è un sito archeologico inca situato lungo il sentiero inca che porta a Machu Picchu. È costruito sopra una collina che sovrasta il fiume Urubamba. Il sito è composto da complessi di case superiori ed inferiori, uniti da scale e fontane. Oltre alle case vi si trova un'area agricola coltivata a terrazze.